# Московский район (Тверь)
Моско́вский райо́н — административная единица в составе города Твери, охватывающий восточную часть города, в которой сосредоточены жилые и промышленные зоны и начинается дорога на Москву.
Район не является самостоятельным муниципальным образованием, глава района назначается главой администрации Твери (эту должность занимает Дроздов Михаил Владимирович). Код района по ОКАТО — 28401370.
В состав района входят отдельные микрорайоны (Южный, посёлок Химинститута, посёлок им. Крупской и др.), а также посёлки и деревни, включённые в черту города Твери (Большие Перемерки, Малые Перемерки, посёлок Элеватор, Власьево, Никифоровское и др.)

## История
Московский район города Калинина был образован в 6 ноября 1975 года, при разделении Новопромышленного района на Центральный район и Московский. В состав Центрального района также вошла часть Пролетарского района.

## Население
| Год                     | 1959 | 1970  | 1979  | 1989  | 2002  | 2010  | 2011  |
| ----------------------- | ---- | ----- | ----- | ----- | ----- | ----- | ----- |
| Население, тыс. человек | 78,8 | 103,4 | 123,6 | 131,2 | 124,5 | 120,1 | 120,2 |

## Парки и скверы
На территории района находится памятник природы — Бобачёвская роща.
Также на территории микрорайона «Южный», по улице Королева расположен Южный парк, где жители микрорайона проводят своё свободное время.